# Hiéroglyphe égyptien E21
L'animal de Seth couché, en hiéroglyphes égyptiens, est classifié dans la section E « Mammifères » de la liste de Gardiner ; il y est noté E21.

## Représentation
Il représente l'animal de Seth (peut être inspiré de l'oryctérope) couché. Il est translittéré stẖ.

## Utilisation
| z · t · X | A40 |

| z · t · X | A40 |

C'est un déterminatif du champ lexical du trouble.

## Exemples de mots
| n · S | n · E21 |

| n · S | n · E21 |

| D33 · n | n · nw | D40 · Z2 | E21 |

| D33 · n | n · nw | D40 · Z2 | E21 |

| q · r | i | E21 | A24 |

| q · r | i | E21 | A24 |